# Куна японська
Куна японська (Martes melampus; яп. 貂, テン, тен; англ. Japanese Marten) — вид ссавців роду Куна (Martes), близький родич соболя. Поширений в лісах Японського архіпелагу та Корейського півострова. Може зустрічатись у приміських районах з достатньою кількістю дерев. Висотний діапазон: від рівня моря до 2000 м.

## Опис
Довжина японської куни в середньому складає півметра, не враховуючи 20-сантиметрового хвоста. Вага тварини дорівнює 1000 — 1500 г. Самці, як правило, більші за самок. Колір хутра різниться від темно-брунатного до блідо-жовтого.
Самки і самиці куни мають свої зони проживання, розмір яких залежить від доступності харчів. Куни всеїдні, надають перевагу м'ясу риб, жаб, малих птахів і ссавців, але інколи, за необхідності, їдять комах, плоди і насіння рослин.
Сплять куни в норах, дуплах чи замляних ямах.

## Підвиди
| Куна японська звичайна |  | Martes melampus melampus  | (Wagner, 1840)          |
| Куна цусімська         |  | Martes melampus tsuensis  | (Thomas, 1897)          |
| Куна корейська         |  | Martes melampus coreensis | (Kuroda and Mori, 1923) |

## Куна в культурі

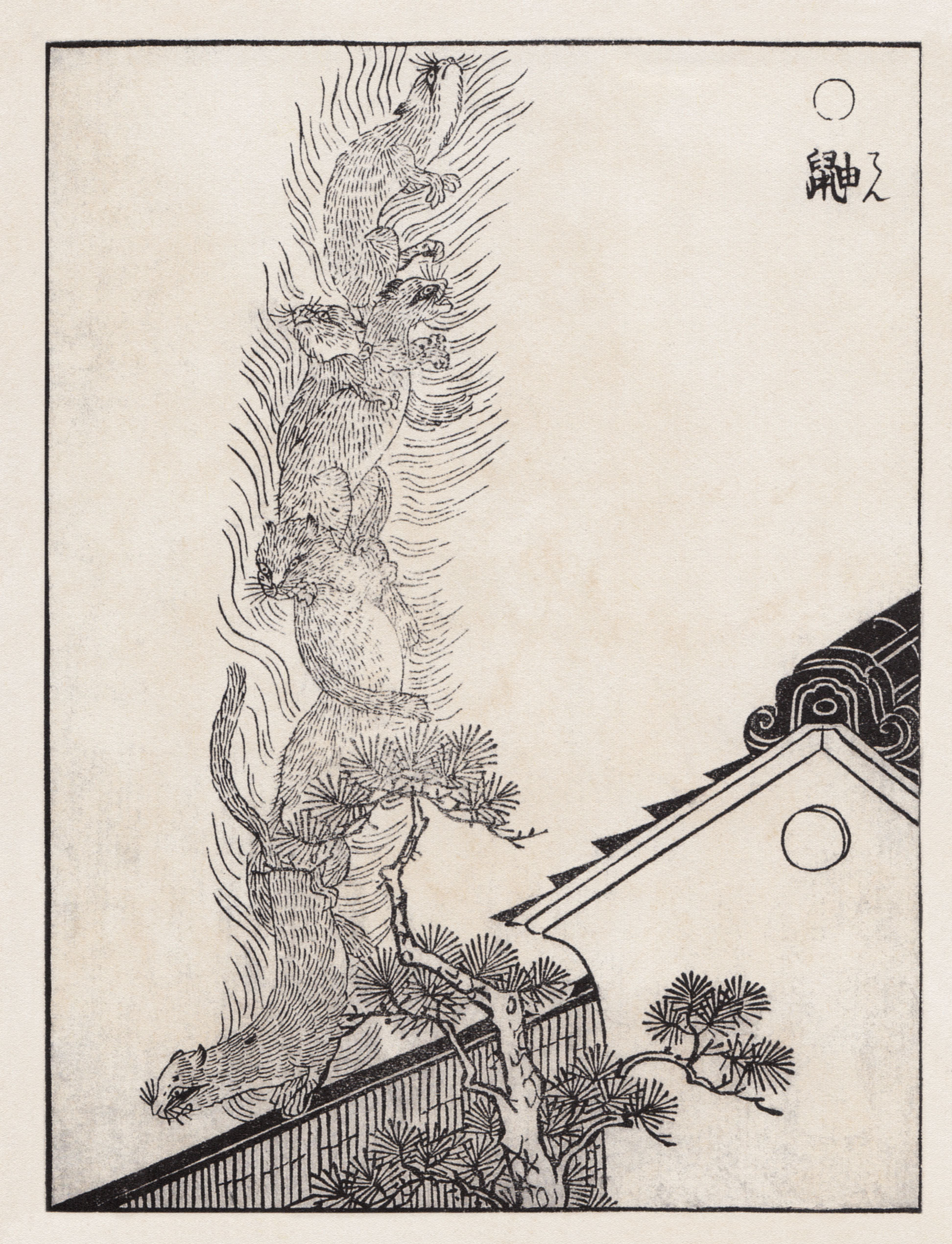
Чудовиська куни (鼬, тен), що приносять пожежу.

В японській традиційній культурі куна уявлялася лихим звіром. Разом із лисицею і єнотом її вважали твариною-перевертнем, яка вміє змінювати свою подобу на що завгодно.
З куною пов'язано багато японських прикмет. Наприклад, в префектурах Акіта та Ісікава говорять, що якщо перед очима пробігла куна — станеться лихо, а в префектурі Хіросіма переказують, що якщо вбити цього звіра — згорить дім. В префектурі Фукусіма вважається, що куна є перевертнем духа людини, що загинула в сніговій лавині.